# 中野志乃
中野 志乃（なかの しの）は日本の女性声優。主にアダルトゲームに声をあてている。

## 出演
太字はメインキャラクター。

### ゲーム
2005年
- いつわり 〜淫虐の美人姉妹〜（桐生 メイ）
- 姉妹相姦 〜禁断の家系図〜（君島 ナツミ）
- あくらつ 〜恥辱の百合姉妹〜（桐生 メイ）
- NYMPHOMANIA（藤本 未来）
- 人妻スワッピング生活（房野 陽子）
- ままママッ!?（木下 めぐみ）
- 牝畜 〜淫辱の収容所〜（鬼塚 咲枝）
- 聖淫の迷宮（シェンリー）

2006年
- ネコノヒメ（雅）

2007年
- 蠱惑の刻（本郷 雪乃、月白 菊花）
- 人妻ハーレム 〜ここは人妻楽園荘〜（谷橋 千尋）

2008年
- 戦女神ZERO（ラウネー・クミヌール）
- はなマルッ!2（白鳥 桔梗、菊花）[1]
- 孕ませて青龍君! 〜仁義なき女の闘い〜（朱雀 夏姫）
- 6人の女教師（松本 瑛子）

2009年
- ジェネクレイサー サキ（鷹守 サキ）
- 淫乱OL 沢渡登喜子 〜女達の淫靡な素顔〜（島崎 マイ）
- クルースニク 〜催淫に悶える吸血鬼ハンター〜（相良 蓮）
- くノ一 桔梗 〜幻想官能絵巻〜（緋桐）
- 愛娘という名の玩具（天道 灯）

2010年
- 監獄戦艦2 〜要塞都市の洗脳改造〜（キリア・イェフ）
- 絶望師（東谷 霧子）

2011年
- 規制不可 〜俺は実在しないので、ナニをヤッても許される〜（安良木 史鶴）
- STARLESS（間宮 麻理絵）[2]
- 淫獣艦獄（シガニ－＝フィンチャー[3]、レイコ＝アマミヤ[4]）
- 姦染5 〜The Daybreak〜（日向 夏都）
- 姫騎士オリヴィア 〜へ、変態、この変態男!少しは恥を知りなさい!〜（アリエッタ・エルフィンリーネ）

2012年
- LEWDNESS -Vita sexualis-（花園 椿[5]、花園 桔梗[6]）
- 人妻訪問接待（神崎 麗子）[7]
- カーラ The Blood Lord（神村 東）

2013年
- 姫巫女 -燦-（長屋 芽衣子）
- DominancE -ドミナンス-（希美子・マイザール）
- 監獄戦艦2 〜要塞都市の洗脳改造〜完全版（キリア・イェフ）
- SEXティーチャー剛史（乃崎 詩織）

2014年
- 愛姉妹IV 悔しくて気持ち良かったなんて言えない（藤村 愛美）
- 黒の教室（有栖川 冴香）
- 海空のフラグメンツ（百瀬 千郷）
- 牝教師4 〜穢された教壇〜（吉岡 マキ）

2015年
- Closed GAME（ミチコ・ヴァルシーナ）

2016年
- 淫妖蟲 獄 ～凌触地獄退魔録～（女子生徒）

2017年
- 健全!変態生活のススメ（横山美穂）
- 監獄アカデミア（ユーリア・ブラッドストーン）

2017年
- Great Deceiver（間宮 麻理絵）
- 健全!変態公僕のツトメ（横山 美穂）

2021年
- SLEEPLESS 〜A Midsummer Night's Dream〜（間宮 麻理絵[8]）

2022年
- SLEEPLESS Nocturne（間宮 麻理絵）

#### ソーシャルゲーム
- 対魔忍アサギ 決戦アリーナ（クルミ・S・坂崎、四條 如月、フィーネル・ブランケット、士垂 柳子、加藤 ひとみ）
- 対魔忍RPG（上原燐[9]、ふうま亜希[10] ほか）

### OVA
- 孕ませて青龍君!（朱雀 夏姫）[11]
- 異常痴態（今野 梓）[1]